# El testigo (película de 2018)
El testigo es un documental colombiano dirigido por Kate Horne, protagonizado por el periodista, fotógrafo y cronista del conflicto armado colombiano Jesús Abad Colorado, quien cuenta las historias de los protagonistas de sus fotografías exaltando al receptor un mensaje de paz. Contó con el apoyo del Canal Caracol, medio privado de televisión de Colombia.
El material se considera un documento inmaterial que retrata los estragos de la guerra en Colombia y reivindica a las víctimas del conflicto armado en Colombia.
Fue nominado a un Emmy Internacional en el 2019.